# De Su
De Su – polska żeńska grupa wokalna działająca w latach 1993–2001.

## Historia
Zespół założyła w lutym 1993 Małgorzata Pruszyńska pseud. „Margo Su” (ur. 17 stycznia 1965 w Gdyni, zm. 17 kwietnia 2025). Grupę tworzyły cztery wokalistki Małgorzata Pruszyńska, Daria Druzgała, Beata Kacprzyk i Anna Mamczur, które poznały się podczas prac nad musicalem Metro. Mamczur jeszcze w 1993 opuściła zespół. Wokalistki nagrały partie chórków na album zespołu Varius Manx pt. Elf. Lider grupy, Robert Janson, następnie napisał kompozycje na solową płytę wokalistek, zatytułowaną po prostu De Su, która pojawiła się na rynku w 1996. Płytę promowała piosenka „Życie cudem jest”, będąca jednym z największych hitów zespołu. Po paśmie sukcesów i dwuletniej przerwie zespół wydał album pt. Uczucia, który nie powtórzył sukcesu komercyjnego debiutu. W 2000 do grupy dołączyła Katarzyna Rodowicz, z którą wokalistki nagrały świąteczny przebój „Kto wie?”. Z zespołu odeszła Beata Kacprzyk, która chciała skupić się na życiu prywatnym. Następnie z zespołu odeszła Daria Druzgała, która zaczęła śpiewać w teleturnieju Gra w przeboje w RTL 7. W efekcie tego grupa przestała istnieć.
Małgorzata Pruszyńska po rozpadzie zespołu reaktywowała grupę, ale pod nazwą 2Su, w skład której weszła z Katarzyną Rodowicz. W duecie wydały singel z dwiema piosenkami – premierową „Jedna dzika noc” i na nowo zaaranżowaną „Kto wie?”. Zespół po krótkim czasie rozpadł się na początku XXI wieku. Pruszyńska wydała jeszcze singiel „Nie jestem aniołem”, który nie został zauważony w mediach. Artystki wycofały się z życia publicznego.

## Dyskografia
Albumy
| Tytuł                    | Dane dot. albumu                                    | Sprzedaż         | Certyfikat         |
| ------------------------ | --------------------------------------------------- | ---------------- | ------------------ |
| De Su                    | - Data: 1996 - Wydawca: Zic Zac                     | - POL: 100 tys.+ | - POL: złota płyta |
| Uczucia                  | - Data: 5 lutego 1998 - Wydawca: Zic Zac/BMG Poland |                  |                    |
| Gwiazdy XX wieku – De Su | - Data: 18 października 2004 - Wydawca: BMG Poland  |                  |                    |

Single
| Tytuł                                                                | Rok  | Pozycja na liście | Pozycja na liście | Pozycja na liście | Pozycja na liście | Pozycja na liście | Pozycja na liście | Album   |
| Tytuł                                                                | Rok  | POL (airplay)     | POL (streaming)   | POL (Billboard)   | 30 ton            | LP3               | SLiP              | Album   |
| -------------------------------------------------------------------- | ---- | ----------------- | ----------------- | ----------------- | ----------------- | ----------------- | ----------------- | ------- |
| „Życie cudem jest”                                                   | 1996 | X                 | X                 | X                 | 1                 | 2                 | 9                 | De Su   |
| „Kruchego świata echem”                                              | 1996 | X                 | X                 | X                 | 18                | 24                | 15                | De Su   |
| „Era wodnika”                                                        | 1997 | X                 | X                 | X                 | —                 | 36                | —                 | De Su   |
| „Właśnie stajesz się”                                                | 1997 | X                 | X                 | X                 | 17                | 44                | —                 | Uczucia |
| „Dzikość wina”                                                       | 1998 | X                 | X                 | X                 | —                 | —                 | —                 | Uczucia |
| „Imago mundi”                                                        | 1998 | X                 | X                 | X                 | —                 | 48                | —                 | Uczucia |
| „Kto wie?”                                                           | 2000 | 12                | 10                | 10                | —                 | —                 | —                 | —       |
| "—" singel nie był notowany. "X" lista nie istniała w danym okresie. |      |                   |                   |                   |                   |                   |                   |         |

Inne
| Album                                | Rok  | Uwagi |
| ------------------------------------ | ---- | --- |
| Varius Manx – Elf                    | 1995 | chórki w utworach "Zabij mnie", "Oszukam czas", "Sleight of Hand", "The Pretty Time", "Zamigotał świat" oraz "Deadpans parade" |
| Varius Manx – Ego                    | 1996 | chórki w utworach "Tak mało jeszcze wiesz", "Brak słów", "Dom – gdzieś blisko mnie" oraz "Street"                              |
| Shazza – Noc róży                    | 1996 | chórki |
| Tadeusz Woźniak – Tak, tak – to ptak | 1997 | chórki |

## Teledyski
| Tytuł                   | Rok  | Album   | Źródło |
| ----------------------- | ---- | ------- | ------ |
| „Życie cudem jest”      | 1996 | De Su   | [ 18 ] |
| „Kruchego świata echem” | 1996 | De Su   | [ 19 ] |
| „Właśnie stajesz się”   | 1997 | Uczucia | [ 20 ] |
| „Imago mundi”           | 1998 | Uczucia | [ 21 ] |